# Atractylis tutinii
Atractylis tutinii là một loài thực vật có hoa trong họ Cúc. Loài này được Franco mô tả khoa học đầu tiên năm 1975.